# Robin Himmelmann
Robin Himmelmann (Moers, 5 febbraio 1989) è un calciatore tedesco, portiere del Karlsruhe.